# 진주향교
진주향교(晉州鄕校)는 대한민국 경상남도 진주시 옥봉동에 있는 향교이다. 1972년 2월 12일 경상남도의 유형문화재 제50호로 지정되었다.

## 개요
향교는 유교의 옛 성현을 받들고, 지역 사회의 인재 양성과 미풍양속을 장려할 목적으로 설립된 지방의 교육기관이다. 《삼국사기》에는 신라 소성왕 원년(799년)에 청주 거로현(지금의 진주)을 국학 학생들의 교육을 위한 녹읍으로 삼았다고 하는데, 학교가 있었는지는 확실하지 않다.
고려 성종(成宗) 6년(987년)에 향학당(鄕學堂)을 짓고 중앙에서 교수를 파견한 것이 향교의 시초였다. 조선 태조 7년(1398년)에 공자를 모시는 문묘를 창건하고 성균관에서 교수를 파견하여 그때까지 이어져 오던 관학의 지위를 계승하였다고 전한다. 《신증동국여지승람》에 수록된 하연의 사교당기(四敎堂記)에는 고려 진주 강씨 은렬공파의 파시조인 강민첨이, 조선 초에는 하륜(河崙), 정이오(鄭以吾), 하경복(河敬復) 등이 진주향교에서 수학하였다고 적고 있다.

## 주요 건물

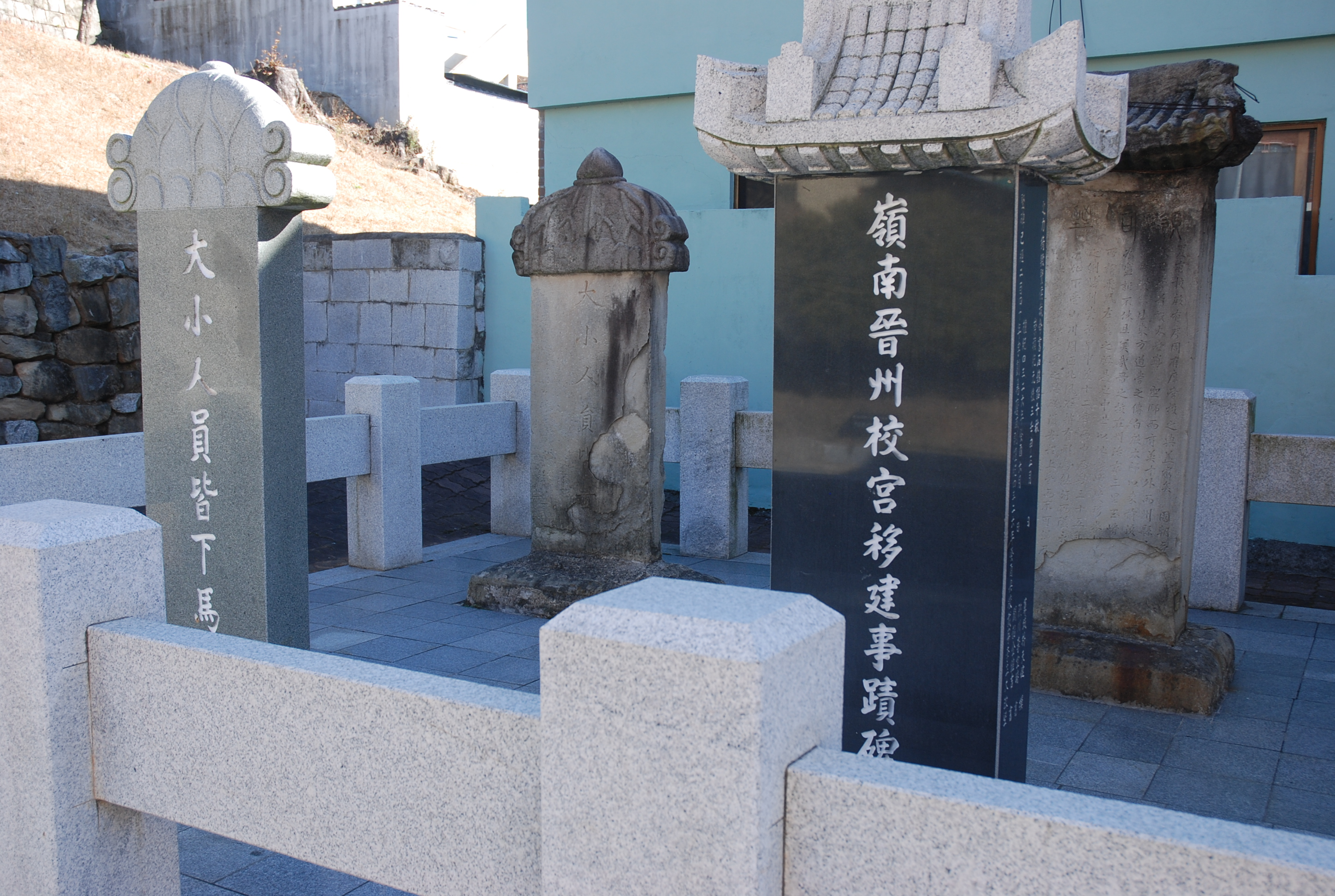
향교 입구의 비석

향교의 역할은 크게 교육과 제례 두 가지로 나눌 수 있으며, 유생이 학문을 연마하는 명륜당과 일상 생활을 하는 기숙사 역할을 하던 동, 서재에서는 교육 기능을 담당하고, 공자와 저명한 유학자를 모시는 대성전 및 동·서무는 제례기능을 각각 담당하고 있다.
진주 향교는 교육공간을 앞쪽으로 배치하고, 제례 공간을 뒷쪽으로 배치하는 전학후묘의 전형적인 양식을 따르고 있다. 중수 과정에서 많은 변형이 일어났는데, 특징적인 것은 교육 공간이 명륜당 이외에도 사교당을 배치함으로써 두 개의 명륜당이 중앙의 통로에 의해 좌우로 배치된 것 같은 느낌을 준다. 대성전의 영역이 너무 넓고 지대가 높아서 아래의 명륜당 영역이 왜소하게 보일 정도이며, 대성전의 외삼문 역시 너무 들어와 있어서 동·서무 사이를 가로 막고 있다.

## 같이 보기
- 은렬사
- 향교